# Цивільне партнерство

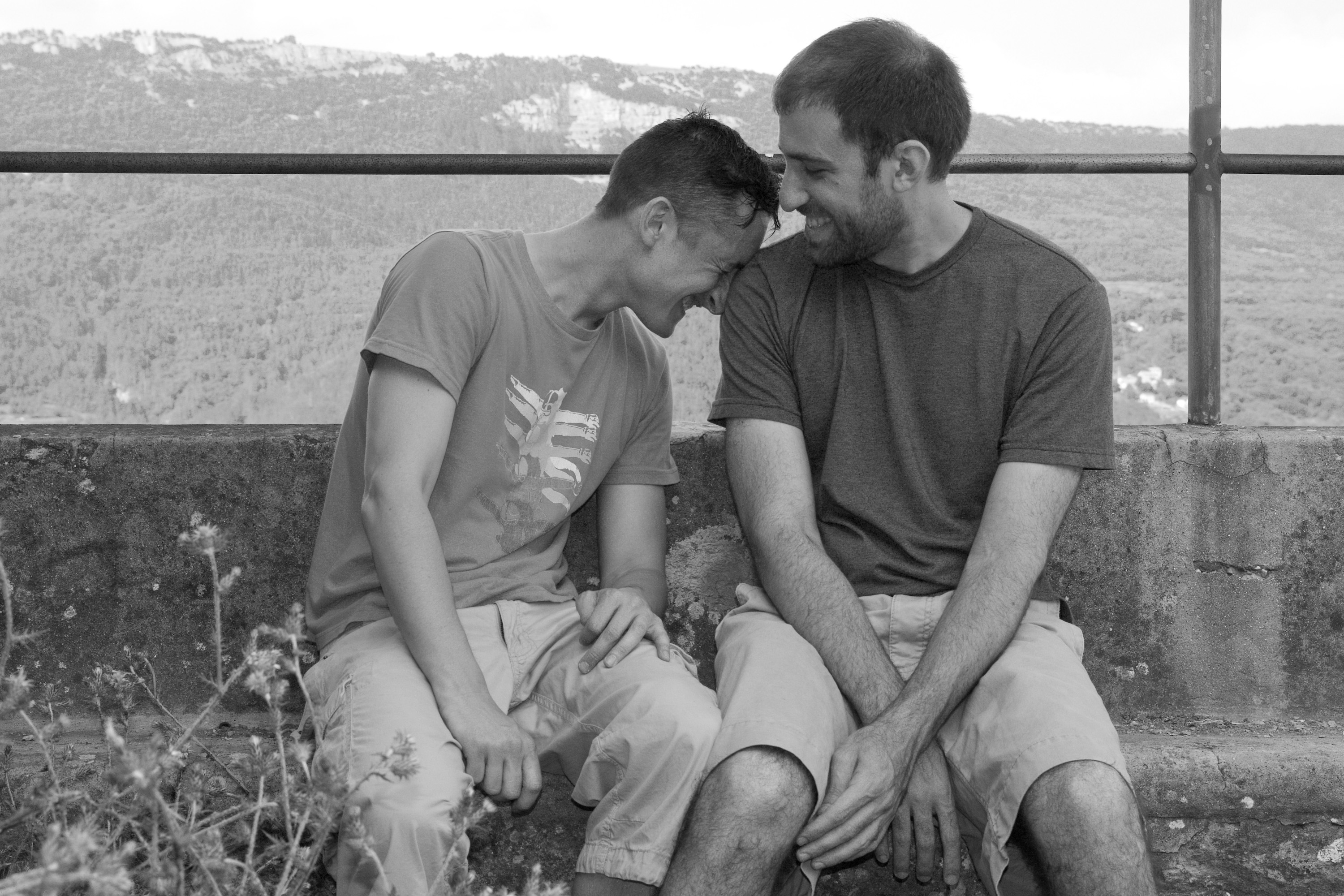
Чоловіча пара в Хорватії, яка дозволяє цивільні партнерства, але не одностатеві шлюби

Циві́льне (реєстро́ване) партне́рство або цивільний сою́з — юридично визнана домовленість, подібна до шлюбу, створена насамперед (але не виключно) як засіб забезпечення визнання законом одностатевих пар. Цивільні союзи надають всі або деякі права шлюбу (звичайним винятком є усиновлення дитини та сам титул).
Цивільне партнерство під тією чи іншою назвою були засновані законом у кількох, переважно розвинених, країнах, щоб забезпечити юридичне визнання стосунків, створених неодруженими одностатевими парами, і надати їм права, переваги, податкові пільги та обов'язки, подібні або ідентичні особам, які перебувають у законному шлюбі. У 1989 році Королівство Данія була першою державою, яка легалізувала цивільні союзи для одностатевих пар; однак більшість інших розвинутих демократій не почали створювати інститут цивільних союзів / партнерств до 1990-х чи початку 2000-х років, часто розвиваючи їх із менш формальних домашніх партнерств. У більшості випадків цивільні партнерства / союзи доступні як і для різностатевих пар, так і для одностатевих пар, проте в ряді держав вони доступні лише для одностатевих пар. У Бразилії цивільні союзи вперше були створені для різностатевих пар у 2002 році, а потім були розширені, щоб включити одностатеві пари згідно з рішенням верховного суду в 2011 році. У більшості держав, де створено одностатеві цивільні союзи, вони з часом були розширені, або доповнюються, або замінюються одностатевими шлюбами. Борці за права ЛГБТ розглядають цивільні партнерства / союзи як «перший крок» до встановлення одностатевих шлюбів, оскільки цивільні партнерства / союзи розглядаються борцями за права ЛГБТ як «окремі, але рівні» або також як статус «другого сорту».
Багато юрисдикцій з цивільними партнерствами / союзами визнають іноземні партнерства / союзи, якщо вони по суті еквівалентні їх власним; наприклад, Сполучене Королівство перераховує еквівалентні союзи в Законі про цивільне партнерство 2004 року, Додаток 20. Шлюби одностатевих пар, укладені за кордоном, можуть бути визнані як цивільні партнерства / союзи юрисдикціями, де є лише останні.
На розгляді у Європейському суді з прав людини (ЄСПЛ) перебуває перша скарга одностатевої пари проти України. Якщо Європейський суд з прав людини винесе рішення на користь заявників, це зобов'яже Україну удосконалити законодавство, яке захищатиму права гомосексуальних і трансгендерних осіб. Також це дозволить іншим одностатевим парам звертатися за захистом до ЄСПЛ. У попередній аналогічній справі Оліарі та інші проти Італії ЄСПЛ визнав порушення державою прав людини, після чого Парламент Італії ухвалив закон про реєстроване цивільне партнерство для одностатевих пар. 1 червня 2023 року ЄСПЛ ухвалив рішення у справі Андрія Маймулахіна й Андрія Марківа. ЄСПЛ визнав, що відсутність в Україні законодавчого регулювання відносин одностатевих пар є порушенням статті 8 (право на особисте сімейне життя) та 14 (заборона дискримінації) Європейської конвенції з прав людини. Кожному з заявників суд присудив 5 000 євро компенсації.

## Огляд та термінологія

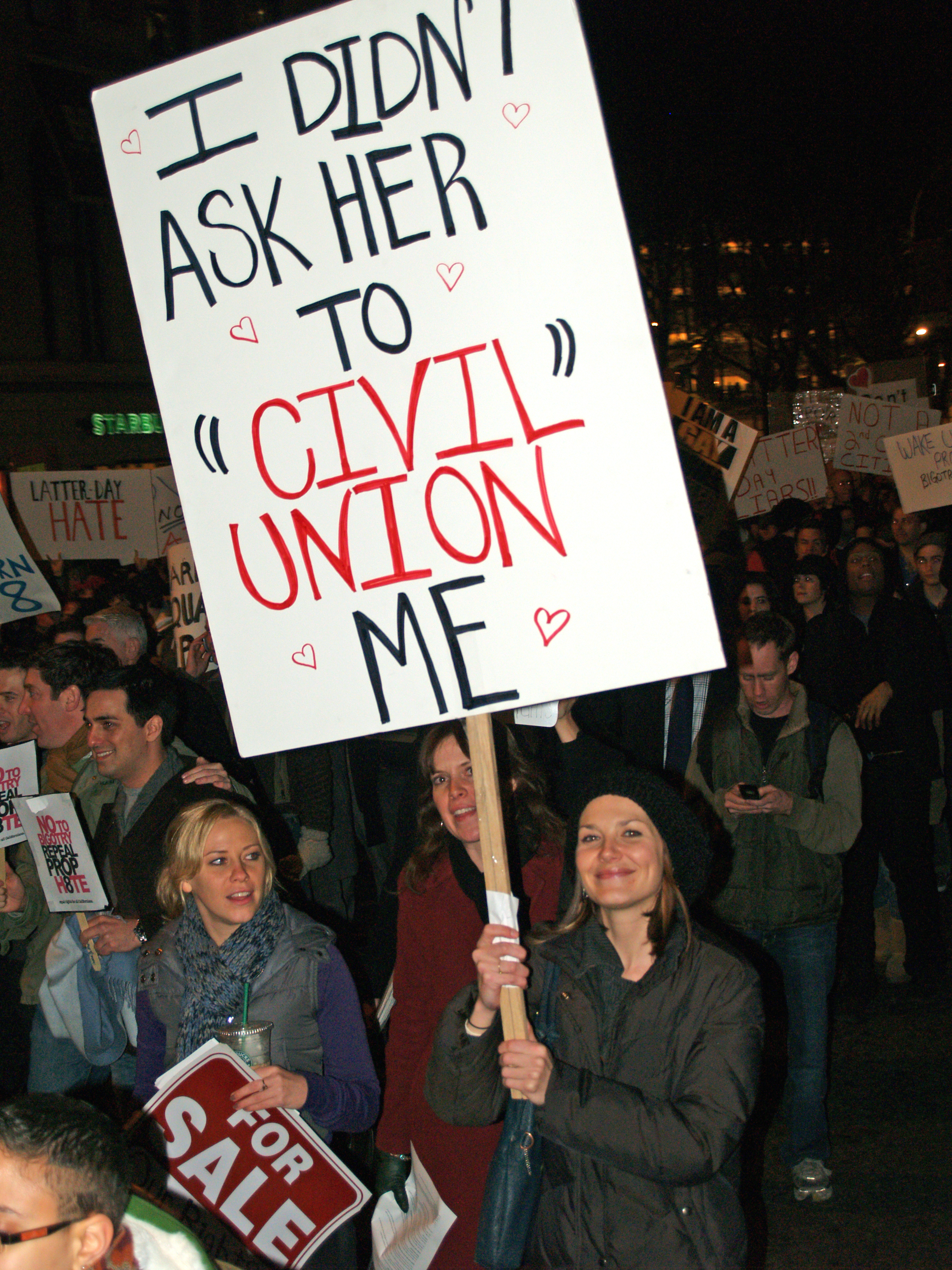
Дехто відкидає ідею цивільних союзів, як-от цей учасник протесту на великій демонстрації в Нью-Йорку проти з плакатом: «Я не хочу запитувати її: ти вступиш в цивільний союз зі мною?».

Терміни, що використовуються для позначення цивільних партнерства, не стандартизовані і в різних країнах дуже різняться. Відносини, санкціоновані урядом, які можуть бути подібними або еквівалентними цивільним союзам, включають цивільні партнерства, зареєстровані партнерства, домашні партнерства, значні відносини, взаємні відносини бенефіціарів, спільні шлюби, взаємозалежні відносини дорослих, життєві партнерства, стабільні партнерства, пакти про цивільну солідарність та так далі. Точний рівень прав, пільг, обов'язків та відповідальності також варіюється залежно від законодавства конкретної країни. Деякі юрисдикції дозволяють одностатевим парам усиновлювати, тоді як інші забороняють їм це робити або дозволяють усиновлення лише за певних обставин.
У Сполучених Штатах термін цивільний союз був введений у штаті Вермонт у 2000 році для позначення статусу, еквівалентного шлюбу для одностатевих пар; це було обрано законодавцями штату, надавши перевагу таким фразам, як «сімейні партнерські відносини» або «цивільна згода».
Домашнє партнерство, яке пропонується деякими штатами, округами, містами та роботодавцями ще з 1985 року, загалом означало нижчий статус із меншою кількістю переваг. Однак законодавчі органи штатів Західного узбережжя Каліфорнії, Орегону та Вашингтона віддали перевагу терміну «домашнє партнерство» для нормативних актів, подібних або еквівалентних законам про цивільні союзи в штатах Східного узбережжя.
Багато представників ЛГБТ-спільноти не сприймають цивільні союзи як заміну шлюбу. «Шлюб у Сполучених Штатах — це цивільний союз, але цивільний союз, як його стали називати, не є шлюбом», — сказав Еван Вольфсон із Freedom to Marry. «Це запропонований гіпотетичний правовий механізм, оскільки він не існує в більшості місць, щоб забезпечити певний захист, але також приховати щось цінне від геїв. Для цього немає вагомих причин». Однак деякі противники одностатевих шлюбів стверджують, що громадянські союзи позбавляють шлюб його унікального статусу; Ренді Томассон, виконавчий директор Кампанії за сім'ї Каліфорнії, називає цивільні союзи «гомосексуальними шлюбами під іншим ім'ям» і стверджує, що цивільні союзи надають одностатевим парам «усі права шлюбу, передбачені законодавством штату». Верховний суд Каліфорнії у рішенні у справі In Re Marriage Cases зазначив дев'ять відмінностей у законодавстві штату.
Цивільні партнерства зазвичай критикують як «окремі, але рівні»; такі критики, як колишня членкиня парламенту Нової Зеландії та феміністка Мерилін Ворінґ відзначають, що одностатеві пари залишаються позбавленими права на шлюб і змушені використовувати окремий інститут. Прихильники одностатевих шлюбів стверджують, що ставлення до одностатевих пар інакше, ніж до інших пар згідно із законом, дозволяє погіршення поводження і що якби цивільні союзи були однаковими з шлюбом, не було б жодних причин для двох окремих законів. Комісія штату Нью-Джерсі, яка розглядала закон про цивільний союз штату, повідомила, що закон «запрошує та заохочує нерівне ставлення до одностатевих пар та їхніх дітей». Деякі припускають, що створення цивільних союзів, відкритих для пар протилежної статі, дозволить уникнути звинувачень в апартеїді.
Прихильники цивільних союзів заявляють, що вони забезпечують практичну рівність для одностатевих пар та вирішують такі проблеми, як права відвідування лікарні та передача майна, спричинені відсутністю юридичного визнання. Прихильники також стверджують, що створення цивільних союзів є більш прагматичним способом забезпечити одностатеві пари законних прав, оскільки це дозволяє уникнути більш суперечливих питань, пов'язаних із шлюбом, і твердження про те, що цей термін має релігійне джерело.
Багато прихильників одностатевих шлюбів заявляють, що слово «шлюб» має значення, і що термін «цивільний союз» (та його еквіваленти) не передає емоційного значення та не викликає поваги, пов'язаної з шлюбом. Колишній генеральний адвокат США та адвокат у справі Перрі проти Шварценеггера Теодор Олсен заявив, що визнання одностатевих пар під терміном «внутрішнє партнерство» стигматизує стосунки геїв, ставлячись до них так, ніби вони «щось подібне до комерційного підприємства, а не до любові союз». Багато людей також стверджують, що той факт, що цивільні партнерства часто не розуміють, може спричинити труднощі для одностатевих пар у надзвичайних ситуаціях.

## Список юрисдикцій, які визнають одностатеві партнерства, але не визнають одностатеві шлюби
Станом на 13 серпня 2022 року держави та установчі країни, які дозволяють одностатевим парам цивільні партнерства/союзи, проте не шлюб:
- Болівія
- Хорватія
- Кіпр
- Чехія
- Естонія
- Греція
- Угорщина
- Італія
- Латвія
- Ліхтенштейн
- Монако
- Чорногорія
- Установча країна Королівства Нідерланди Аруба
- Сан-Марино
- Британська територія Бермудські острови тп Кайманові острови

## Список юрисдикцій, які визнають одностатеві партнерства

Цивільні партнерства / союзи для одностатевих пар.
Цивільних партнерств / союзів немає.

Нижче наведено список країн та інших юрисдикцій, які створили цивільні союзи для одностатевих пар та / або різностатевих пар, класифікованих за континентами, із зазначенням року, коли закон про заснування цивільних союзів у вказаній країні чи іншій юрисдикції набрав чинності в дужках:

### США
У всіх штатах узаконені одностатеві шлюби. Крім того, такі штати визнають різні форми цивільних партнерств:
1. Округ Колумбія — Domestic Partnership (1992; розширено у 2002)
2. Гаваї — Reciprocal Beneficiary Relationship (1997)
3. Вермонт — Civil Union (2000; скасований у 2009 у зв'язку з легалізацією одностатевих шлюбів)
4. Каліфорнія — Domestic Partnership (2000; згодом розширено)
5. Мен — Domestic Partnership (2004)
6. Нью-Джерсі — Domestic Partnership (2004; скасований у 2007 у зв'язку з легалізацією Civil Union)
7. Коннектикут — Civil Union (2005; скасований у 2010 у зв'язку з легалізацією одностатевих шлюбів)
8. Вашингтон — Domestic Partnership (2007; згодом розширено)
9. Нью-Джерсі — Civil Union (2007)
10. Нью-Гемпшир — Civil Union (2008); скасований у 2011 у зв'язку з легалізацією одностатевих шлюбів)
11. Орегон — Domestic Partnership (2008)
12. Колорадо — Designated Beneficiary Agreement (2009)
13. Вісконсин — Domestic Partnership (2009)
14. Невада — Domestic Partnership (2009)
15. Іллінойс — Civil Union (2011)
16. Род-Айленд — Civil Union (2011; скасований у 2013 у зв'язку з легалізацією одностатевих шлюбів)
17. Гаваї — Civil Union (2012)
18. Делавер — Civil Union (2012; скасований у 2014 у зв'язку з легалізацією одностатевих шлюбів)
19. Колорадо — Civil Union (2013)

### Європа

Держави, що дозволяють укласти цивільні союзи в Європі
Ґендерно нейтральні цивільні союзи.
Цивільні партнерства / союзи лише для одностатевих пар.
Раніше були цивільні союзи для одностатевих пар, проте їх замінили шлюбом.
Цивільних союзів немає.

- У Данії, Норвегії, Швеції, Фінляндії, Ірландії та Гренландії нові цивільні партнерства у зв'язку з легалізацією одностатевих шлюбів більш не реєструються.
- В Ісландії одностатеві пари можуть укладати цивільні союзи (ісл. Óvígð sambúð) лише з 27 червня 2006 року.
- В Ісландії, Бельгії, Люксембурзі, Нідерландах і Франції наразі одностатеві пари також мають можливість укласти шлюб.
- В Англії, Уельсі й Шотландії реєструються також одностатеві шлюби.
- Одностатеві пари в Греції отримали доступ до висновку цивільних партнерств лише з січня 2016 року.
- Різностатеві пари на острові Мен отримали можливість вступати в цивільні партнерства з 2016 року.

## Держави, у яких раніше були цивільні партнерства/союзи

Шлюб доступний для одностатевих пар (кільця: в індивідуальних випадках)
Обов'язкове до виконання рішення національного або місцевого парламенту чи суду, що узаконює одностатеві шлюби, але ще не набрало чинності
Одностатеві шлюби визнаються зі всіма правами за умови реєстрації в певних інших юрисдикціях
Цивільні союзи або партнерства
Обмежене правове визнання (сертифікати про партнерство та ін.)
Обмежене визнання одностатевих шлюбів, укладених у певних інших юрисдикціях (право на проживання чоловіка/дружини)
Країна є суб'єктом рішення міжнародного суду щодо визнання одностатевих шлюбів
Одностатеві союзи не визнаються

Кілька держав раніше пропонували цивільні союзи лише для одностатевих пар. Закони, які дозволяли цивільні союзи, були скасовані, коли було легалізовано одностатеві шлюби. Нижче наведено список країн та інших юрисдикцій, які раніше пропонували цивільні союзи для одностатевих пар, із роками, коли вони були доступні, у дужках:

### Америка
- США:
  - Вермонт (2000—2009, civil unions)
  - Коннектикут (2005—2010, civil unions)
  - Нью-Гемпшир (2008—2010, civil unions)
  - Вісконсин (2009—2018, domestic partnerships)
  - Род-Айленд (2011—2013, civil unions)
  - Делавер (2011—2013, civil unions)
- Мексика:
  - Коліма (2013—2016, ісп. enlace conyugal)
  -  Халіско (2014—2018, ісп. libre convivencia)[18]

### Європа
- Андорра (2005, кат. unions estables;[19] 2014—2022, кат. unions civils)
- Данія (1989—2012, дан. registreret partnerskab)
  -  Гренландія (1996—2016)
- Норвегія (1993—2008, норв. registrert partnerskap)
- Швеція (1995—2009, швед. registrerat partnerskap)
- Ісландія (1996—2010, ісл. staðfesta samvist)
- Німеччина (2001—2017, нім. eingetragene Lebenspartnerschaft)[20]
- Фінляндія (2002—2017, фін. rekisteröity parisuhde)
- Ірландія (2010—2015, ірл. páirtnéireachtaí sibhialta)

### Океанія
- Австралія
  -  Австралійська столична територія (civil partnerships між 2008 і 2012; civil unions між 2012 і 2017)

## Тематичні дослідження

### Австралія
Майже всі австралійські закони всіх рівнів уряду визнають одностатеві пари як фактичні пари як незареєстроване співжиття або фактичний статус з 2009 року. З 1 липня 2009 року Centrelink визнає одностатеві пари рівними щодо соціального забезпечення — за цивільним шлюбом, фактичним статусом або незареєстрованим співжиттям.
Визнання зареєстрованих відносин в урядах штатів:
| Держава або територія            | Статус офіційних відносин         | Рік введення в дію |
| -------------------------------- | --------------------------------- | ------------------ |
| Австралійська столична територія | Цивільне партнерство              | 2008 рік           |
| Новий Південний Уельс            | Зареєстровані відносини           | 2010 рік           |
| Квінсленд                        | Цивільне партнерство              | 2012 рік           |
| Тасманія                         | Значні стосунки                   | 2004 рік           |
| Вікторія                         | Зареєстровані домашні партнерства | 2008 рік           |
| Південна Австралія               | Зареєстровані відносини           | 2017 рік           |

Визнання зареєстрованих відносин у 5 районах місцевого самоврядування в Австралії:
- Місто Сідней, Новий Південний Уельс — Зареєстровані відносини з 2004 року[23]
- Муніципалітет Вуллахра, Новий Південний Уельс — Зареєстровані відносини з 2008 року[24]
- Місто Блакитних гір, Новий Південний Уельс — Зареєстровані відносини з 2010 року[25]
- Місто Вінсент, Західна Австралія — Зареєстровані відносини з 2012 року[26]
- Місто Порт-Гедленд, Західна Австралія — Зареєстровані стосунки з 2015 року[27]

### Аргентина

Держави, що дозволяють укласти цивільні союзи в Південній Америці
Ґендерно нейтральні цивільні союзи.
Цивільні союзи лише для різностатевих пар.
Цивільних союзів немає.

З 2003 року аргентинська провінція Ріо-Негро та місто Буенос-Айрес дозволяють внутрішні партнерства. Місто Вілья-Карлос-Пас (Кордова) дозволило це з 2007 року. З 2009 року місто Ріо-Куарто (Кордова) дозволяє громадянські союзи.

### Бразилія
Починаючи з 2002 року, співжиття надає 112 пільг як сімейним особам у Бразилії. Він відомий як união estável коли обидві сторони юридично мають право одружитися, і як concubinato якщо принаймні одній стороні це заборонено законом. Спільне проживання надає всі права, які надає шлюб, за винятком автоматичної згоди на одну з чотирьох систем розподілу власності, до якої мають доступ подружні пари, і автоматичного права на спадщину. Потенційна плутанина може виникнути щодо термінології, враховуючи, як, коли португальська Бразилія посилається на термін união civil, це, як правило, скорочення від casamento civil, або цивільний шлюб.
Пари, які мають принаймні одну дитину, зареєстровану як нащадок обох сторін, також можуть мати доступ до união estável або concubinato прав.
Стабільне одностатеве співжиття в Бразилії юридично визнано в усій країні з 5 травня 2011 року. Верховний суд Бразилії проголосував 10 проти 0 і один утримався за те, щоб надати одностатевим парам ті самі законні права, що й подружнім парам, після явного визнання таких стосунків, яке датується ще 2004 роком. Постанова надала одностатевим парам у таких стосунках ті самі фінансові та соціальні права, якими користуються пари у змішаних.
У серпні 2012 року повідомлялося про союз між двома жінками та одним чоловіком, хоча його законність викликала сумніви.

### Канада
У Канаді:

Юрисдикції, що дозволяють укласти цивільні союзи в Північній Америці
Ґендерно нейтральні цивільні союзи.
Раніше були цивільні союзи для одностатевих пар, проте їх замінили шлюбом.
Цивільних союзів немає.

- Внутрішні партнерства в Новій Шотландії (2001),
- Цивільні союзи в Квебеку (2002),
- Загальноправові відносини в Манітобі (2002) і
- Взаємозалежні стосунки дорослих в Альберті (2003)

були поширені на одностатеві пари до прийняття (2005) загальнонаціональних одностатевих шлюбів у Канаді.
Ще одна помітна спроба розширити права цивільних союзів, Закон про внесення змін до Статуту про права рівності в Онтаріо, зазнала поразки в 1994 році.

### Колумбія
У 2007 році Колумбія наблизилася до ухвалення закону про юридичне визнання одностатевих пар, але законопроект провалився після остаточного ухвалення в одній палаті національного законодавчого органу. Однак рішення суду в жовтні 2007 року розширило права соціального забезпечення та медичного страхування на одностатеві пари. 29 січня 2009 року Конституційний суд постановив, що одностатевим парам, які проживають разом, необхідно надати всі права, які пропонуються неодруженим гетеросексуальним парам, що зробило Колумбію першою латиноамериканською країною, яка повністю надала це право всім своїм громадянам. Подружжя можуть отримати ці права після двох років спільного життя. Відтоді Колумбія схвалила одностатеві шлюби.

### Коста-Ріка
На початку липня 2013 року законодавча асамблея Коста-Рики прийняла законопроєкт, який «надає соціальні права та переваги цивільного союзу, вільного від дискримінації», формулювання якого вставив законодавець Хосе Марія Вільялта Флорес-Естрада від партії «Широкий фронт». Після ухвалення законопроєкту кілька засобів масової інформації повідомили, що законодавці-консерватори усвідомили наслідки законопроєкту для одностатевих союзів і закликали президента Лауру Чинчилью, яка мала протистояти Віллалті на президентських виборах 2014 року, використати своє право вето, щоб зупинити перетворення законопроєкту на закон. Шинчилла, яка запропонувала суду визначити законність одностатевих союзів у Коста-Риці, відмовилася та підписала законопроєкт 4 липня. Гей-пара подала апеляцію до Верховного суду Коста-Рики з проханням визнати їхній союз згідно з новим законом. Активісти за права геїв, реагуючи на закон, заявили, що він має витримати конституційне оскарження в суді. Деякі конституційні юристи заявили, що одностатеві пари «все ще не матимуть правоздатності» для оформлення своїх союзів, незважаючи на ухвалення законопроєкту.

### Еквадор
Конституція Еквадору 2008 року закріпила цивільні союзи між двома людьми без урахування статі, надавши одностатевим парам ті ж права, що й гетеросексуальним парам, одруженим у законному шлюбі, за винятком права усиновлення.

### Європа
У Європі:

## Регіональні відмінності
У різних країнах категорії осіб, які мають право на укладення цивільних партнерств, можуть відрізнятися. Спочатку право на укладення громадянського партнерства надавалося тільки одностатевим парам. В цьому випадку цивільні партнерства є паралельним соціальним інститутом, створеним спеціально для одностатевих пар, які не мають за законом права укласти шлюб. У багатьох країнах, що легалізували одностатеві шлюби, цивільні партнерства для одностатевих пар були проміжною сходинкою до шлюбної рівноправності. Після відкриття доступу до шлюбу для одностатевих пар висновок цивільних партнерств зазвичай припиняється, а вже раніше укладені союзи можуть бути перетворені в шлюби.
У другій групі країн цивільні партнерства доступні як одностатевим, так і різностатевим парам. При цьому різностатевій парі надається вибір між укладенням шлюбу і реєстрацією громадянського союзу, який зазвичай є в правовому сенсі полегшеною альтернативою шлюбу. Одностатеві ж пари в цих країнах можуть або мати, або не мати юридичної можливості укладення шлюбу. Тому вони або мають можливість вибору між шлюбом і партнерством, або можуть укладати лише партнерство, але не шлюб.

## Поширеність інституту цивільних партнерств
У Франції, інститут громадянського партнерства, введений у 1999 році в основному для законного визнання одностатевих пар, стрімко набирав популярність. Це пов'язано з тим, що різностатеві пари все частіше стали укладати цивільні партнерства. Так, у 2000 році з усіх пар, які уклали партнерство, 76 % становили різностатеві пари, а в 2010 році їх частка досягла 96 %. При цьому в 2000 році було укладено 22 271 партнерств і 305 234 шлюби, а в 2010 — 196 415 партнерств і двісті п'ятдесят одна тисяча шістсот п'ятдесят чотири шлюби (дані INSEE). Якщо ця тенденція збережеться, то в найближчому майбутньому громадянське партнерство стане популярнішим шлюбу.

## Критика
У тих країнах, де одностатевим парам надається можливість укладення цивільних партнерств, але відмовлено в праві вступу в шлюб, деякі ЛГБТ-активісти (в тому числі гомосексуальні пари) нерідко відкидають такі партнерства через його нерівноправного положення з цивільного шлюбу.
Крім того, деякі гомосексуали не хочуть укладати партнерство з ідеологічних міркувань, порівнюючи існування окремих інститутів реєстрації відносин для одностатевих і різностатевих пар з расовою сегрегацією і відчуваючи в такому поділі дискримінацію. Існують також і ситуації, коли вступ до одностатеве партнерство загрожує негативними наслідками. Так, наприклад, в Німеччині особи, які уклали одностатеве партнерство, негайно підлягають звільненню, якщо їхнім роботодавцем є Католицька церква, під дахом якої працюють понад 1,3 мільйона осіб більш ніж 100 професій. Проте, загальна статистика укладених партнерств в Німеччині характеризується щорічним збільшенням абсолютного числа укладення нових союзів, попри те, що вони досі не зрівняні в правовому сенсі з гетеросексуальними шлюбами.
Проте, багато одностатевих пар прагнуть узаконити свої стосунки. Як показують, наприклад, опубліковані у 2011 році в Німеччині дослідження Томаса Хертлінга, зареєструвати свої відносини в вигляді громадянського союзу зважилися близько 19,7 % респондентів (гомосексуальних чоловіків), що мають постійного партнера. Лише 15,6 % повністю відкинули для себе такий варіант. Крім того, 59,1 % опитаних заявили, що уклали б партнерство, якби воно за законом було прирівняне до шлюбу в фінансових питаннях. Близько 35,4 % опитаних заявили, що уклали б союз, якби він дозволив їм усиновити дитину.
ЛГБТ-активісти звертають увагу на те, що створення для одностатевих пар особливого законодавства (закони про громадянське партнерство) створює ситуацію, при якій реєстрація одностатевих пар відбувається за іншим відповідним законом, ніж різностатевих при вступі в шлюб, створюючи символічну дискримінацію, навіть якщо немає жодної фактичної дискримінації та цивільні партнерства повністю зрівняні в правах з різностатевими шлюбами.
Водночас противники одностатевих шлюбів можуть погоджуватися на легалізацію цивільних союзів, поки вони не називаються шлюбами, пояснюючи це тим, що шлюб традиційно є союзом чоловіка і жінки. У деяких країнах таке розуміння шлюбу визначено в конституції, тому для одностатевих пар в кращому випадку можливе лише громадянське партнерство. З іншого боку, цивільні партнерства нерідко критикують також і через недоступність цієї фінансової інституції різностатевим парам в деяких країнах. Наприклад, у Великій Британії прихильники цивільних партнерств, включно з різностатевими парами, що відкидають традиційний шлюб, вже протягом декількох років намагаються добитися права різностатевих пар вступати в цивільні партнерства.

## Міжнародні стандарти
На сьогоднішній день лише дві країни, Іспанія та Португалія, підписали Конвенцію про визнання зареєстрованих партнерств, проєкт багатосторонньої угоди про статус цивільних неодружених партнерств. Документ включає права як одностатевих, так і різностатевих партнерств.